# Tritó (satèl·lit)
Tritó és el satèl·lit natural més gros del planeta Neptú, així com el primer satèl·lit neptúnic a ser descobert. Dit igualment Neptú I, va ser descobert per William Lassell el 1846, només 17 dies després del descobriment del planeta. És l'únic gran satèl·lit del sistema solar amb una òrbita retrògrada, és a dir en la direcció oposada de la rotació del seu planeta. Amb 2.700 km de diàmetre, és el satèl·lit més gros de Neptú i el setè del sistema solar. Per la seva òrbita retrògrada i la seva composició similar a la de Plutó, es creu que Tritó està capturat del cinturó de Kuiper. Tritó té una superfície formada sobretot per nitrogen sòlid, una escorça principalment de gel, un mantell gelat i un nucli substancial de roca i metall. El nucli conforma dos terços de la seva massa total. Tritó té una densitat mitjana de 2,061;g/cm³ i està compost per entre un 15% i un 35% de gel.
Tritó és un dels pocs astres del sistema solar geològicament actiu. Com a conseqüència, la seva superfície és relativament jove, amb una història geològica complexa revelada per terrenys criovolcànics i tectònics intricats. A la seva escorça s'hi troben nombrosos guèisers, que es creu que escupen nitrogen. Tritó té una atmosfera tènue amb una pressió més de 70.000 vegades menor que la de l'atmosfera terrestre al nivell del mar.
Ha estat visitat per una sola nau espacial, la Voyager 2, el 25 d'agost de 1989. Gairebé tot el que sabem de Tritó és gràcies a aquest encontre.

## Nom
Deu el seu nom al déu Tritó de la mitologia grega. Déu del mar i fill de Posidó (Neptú en la mitologia romana). Aquest nom va ser proposat per Camille Flammarion el 1880. És estrany que Lassell no bategés el seu propi descobriment, ja que alguns anys més tard sí que va donar noms als altres satèl·lits que va descobrir (Hiperió, Ariel i Umbriel). Durant molts anys el nom Tritó no va ser gaire utilitzat i en la literatura especialitzada se l'anomenava simplement «el satèl·lit de Neptú». Va ser, probablement, el descobriment d'un segon satèl·lit neptunià el 1949, Nereida, el que va precipitar l'adopció de Tritó com a nom oficial del satèl·lit.

## Característiques físiques

Tritó (blau), aquí mostrat com una porció de la massa total, domina completament el sistema lunar de Neptú, totes les altres llunes en conjunt abasten només una tercera part de l'u per cent total. Aquest desequilibri va poder succeir quan Tritó va ser capturat, ja que va destruir gran part del sistema lunar original de Neptú.

Tritó està desfigurat per violentes erupcions volcàniques i la seva superfície s'ha congelat i fos repetidament, quedant així solcada d'una intricada xarxa d'enormes cadenes muntanyoses, valls i falles. També hi ha extenses regions planes cobertes de gels, i en general, conté molt pocs cràters visibles; això indica que la superfície és relativament jove. La seva densitat (2,061 g/cm³) és lleugerament més alta que la dels satèl·lits gelats de Saturn (com per exemple, Rea) suggerint una composició de 25% gel d'aigua i la resta material rocós. Es desconeix com és l'hemisferi nord (no estava il·luminat quan va passar la Voyager 2) però gairebé tot l'hemisferi sud està cobert per un casquet de nitrogen i metà congelats.
Possiblement és el segon astre més fred del sistema solar amb temperatures de fins a 34,5 K (–235 °C), més fredes que la mitjana de Plutó de 44 K. Això és degut, en part, a la seva alta albedo (0,756), que significa que poca de la llum solar que li arriba és absorbida. El que es creu que és el més fred de sistema solar, és un objecte transneptunià, anomenat Sedna, amb unes temperatures més baixes de 33 K.
La característica més interessant (i totalment inesperada) de Tritó són els seus criovolcans, és a dir, volcans de gel. El material en erupció probablement és nitrogen líquid o compostos de metà. L'energia per a les erupcions la proporciona l'escalfament estacional del Sol.
La Voyager 2 va descobrir que Tritó té una tènue atmosfera (0,01 mbar), composta principalment per nitrogen amb una petita quantitat de metà, que s'estén fins als 10 km d'altura.

### Topografia general
L'àrea total de la superfície correspon a un 15,5% de l'àrea emergida a la Terra, o un 4,5% de l'àrea total). La dimensió de Tritó suggereix que haurien d'existir regions de densitats diferents, variant entre 2,07 i 2,3 grams per centímetre cúbic. Hi ha àrees que tenen exposicions rocoses, i són àrees relliscoses, a causa de les substàncies gelades, especialment metà gelat, que cobreix part de la superfície.
La regió del pol Sud de Tritó està coberta per una capa de nitrogen i metà gelats esquitxat per cràters impactants i guèisers. La capa gelada és altament reflectora de la poca energia solar. Es desconeix com serà el pol Nord, ja que aquest es trobava en penombra quan la Voyager 2 va visitar Tritó. Tot i això, es pensa que, tal com al pol Sud, haurà de tenir un casquet polar.

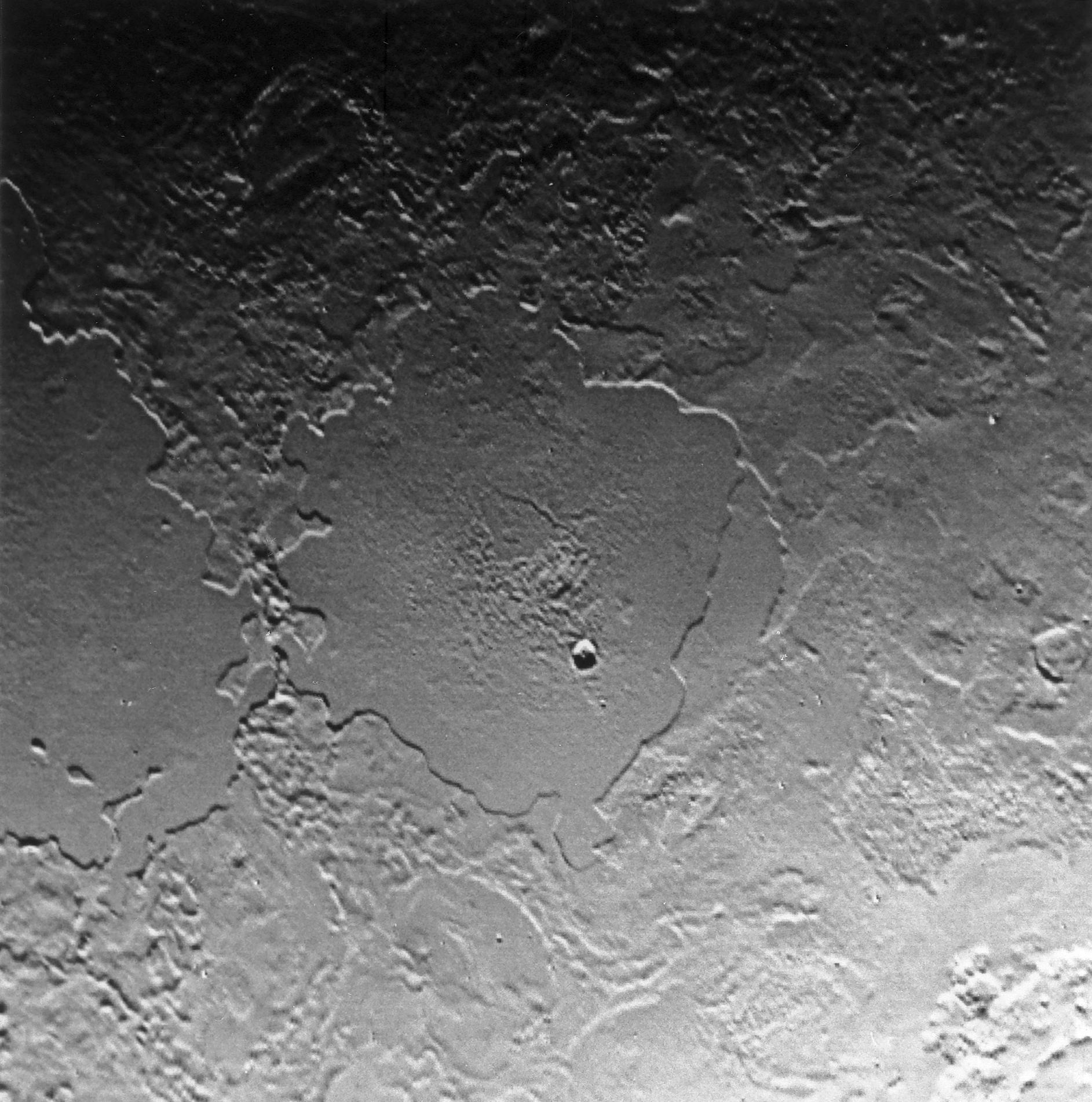
Els pocs cràters que hi ha a Tritó revelen una activitat geològica intensa.

A la regió equatorial llargues falles amb serralades paral·leles de gel expel·lit de l'interior tallen terrenys complexos amb valls imperfectes. Yasu Sulci, Ho Sulci i Lo Sulci són alguns d'aquests sistemes coneguts com a Sulci, terme que significa ‘solcs’. A l'est d'aquests solcs hi ha les planes Ryugu i Cipagu i l'altiplà Cipango.
Les zones planes de Sipagu Planitia i Abatus Planum a l'hemisferi Sud es troben envoltades per punts negres - les maculae. Dos conjunts de maculae, Acupara Maculae i Zin Maculae, es destaquen a l'est de l'Abatus Planum. Aquestes marques semblen ser dipòsits a la superfície deixats per gels que es van evaporar, però no se sap del cert del que estaran compostos i el seu origen.
A prop de Sipagu i Abatus Planum es troba encara un gran cràter, amb 27 km de diàmetre, anomenat Moçamba. Seguint cap al nord-oest, dos cràters més petits més (Kurma i Llomba) segueixen el cràter Moçamba gairebé en línia recta. La majoria dels gorgs i terreny agrest són causats per fosa del gel, al contrari del que passa en altres llunes, on els cràters impactants dominen la superfície. Tot i això, la Voyager 2 va fotografiar un cràter impactant amb 500 km de diàmetre, que va ser extensivament modificat per inundacions repetides, fosa i falles.

## Característiques orbitals

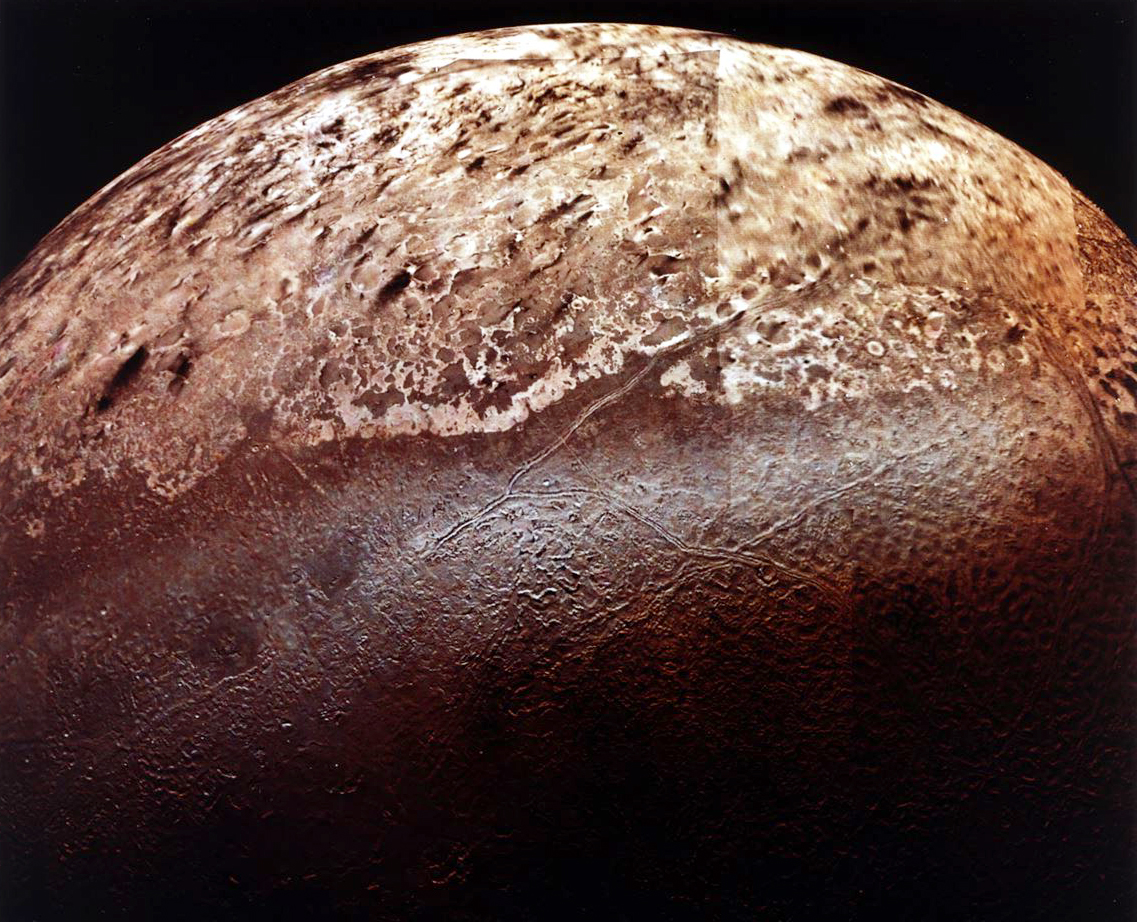
Tritó vist per la Voyager 2.

L'òrbita de Tritó és retrògrada. És l'únic dels grans satèl·lits que orbita en sentit contrari a la rotació del seu planeta. Alguns altres petits satèl·lits de Júpiter, Saturn i Urà també ho fan, però el més gros de tots ells, Febe té un diàmetre de només 220 km. A causa de la seva òrbita retrògrada, les forces de marea entre Neptú i Tritó extreuen energia de Tritó reduint el radi de la seva òrbita. En un futur molt llunyà Tritó acabarà trencant-se (potser formant un anell) o bé s'estavellarà contra Neptú.
Els satèl·lits amb òrbites retrògrades no es poden haver format a la mateixa regió de la nebulosa solar primordial que el seu planeta. S'han d'haver format en algun altre lloc i després haver estat capturats gravitacionalment. Es pensa que Tritó podria haver-se format al Cinturó de Kuiper i després va ser capturat per Neptú, potser mitjançant una violenta col·lisió amb una altra lluna neptuniana actualment destruïda. Aquesta hipòtesi explicaria no només l'òrbita retrògrada de Tritó sinó també l'excèntrica òrbita de Nereida. A més, la captura de Tritó hauria aportat l'energia necessària per a fondre i diferenciar el seu interior (la calor resultant de les forces de marea provocades per una òrbita inicial molt excèntrica hauria mantingut Tritó en estat líquid durant mil milions d'anys).
A banda d'això, la similaritat en les propietats físiques entre Tritó i Plutó i l'òrbita altament excèntrica del segon (creuant l'òrbita de Neptú), suggereixen la possibilitat que els dos cossos haguessin tingut el mateix origen com a objectes trans-neptunians.
L'eix de rotació de Tritó també és molt inusual. Està inclinat 157º respecte a l'eix de Neptú (que al seu torn està inclinat 30° respecte a la seva òrbita). Això s'afegeix a una orientació respecte al Sol semblant a la d'Urà amb les regions polar i equatorial apuntant cap al Sol de forma alterna. Això probablement dona lloc a canvis estacionals radicals a mesura que els dos pols s'alternen apuntant en direcció a la llum solar.

## Atmosfera i clima

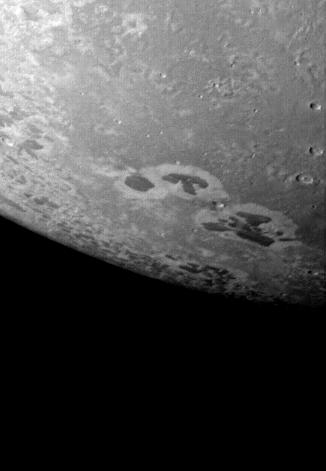
El contorn de Tritó mostra una atmosfera inexpressiva. Els punts negres a la superfície són anomenats maculae.

Tritó posseeix una atmosfera tènue composta per nitrogen (99,9%) amb petites quantitats de metà (0,01%). La pressió atmosfèrica tritoniana és de només 14 microbars.
La sonda Voyager 2 va aconseguir observar una fina capa de núvols en una imatge que va fer del contorn d'aquesta lluna. Aquests núvols es formen als pols i estan compostos per gel de nitrogen; existeix també boira fotoquímica fins a una altura de 30 km que està composta per diversos hidrocarburs, semblants als trobats a Tità, no obstant això, no es va detectar cap d'aquests hidrocarburs. Es pensa que els hidrocarburs contribueixen a l'aspecte rosat de la superfície.
La temperatura a la superfície és de prop de -235 graus Celsius, encara més baixa que la temperatura mitjana de Plutó (prop de -229 °C), és la més baixa temperatura mai mesurada el sistema solar. A 800 km de la superfície, la temperatura és de -180 °C.

### Les estacions de l'any
L'eix de rotació de Tritó és poc comú, inclinat 157° en relació amb l'eix de Neptú, i 130° respecte a l'òrbita de Neptú, exposant un pol al Sol cada cop. Com a Neptú orbita al voltant del Sol, les regions polars de Tritó intercanvien la seva posició en un interval de 82 anys, cosa que probablement desemboca en radicals canvis d'estacions de l'any cada vegada que un pol es mou cap al Sol. Donada la seva òrbita i inclinació axial, Tritó presenta un cicle d'estacions suaus i extremes. Les estacions més extremes tenen lloc en intervals de 700 anys. L'últim gran estiu a Tritó va ser el 2007.
Durant la trobada amb la Voyager 2, el pol sud de Tritó estava inclinat cap al Sol, cosa que passa des que Tritó va ser descobert. I gairebé tot l'hemisferi sud estava cobert d'un casquet de nitrogen i metà gelat. És possible que aquest metà s'evapori lentament.
El canvi de l'estat sòlid a l'estat gasós i tornada a l'estat sòlid de la capa polar produeix una variació sobtada de l'atmosfera. Observacions més recents a l'atmosfera de Tritó, a partir d'ocultació d'estrelles, van mostrar que, del 1989 (data de la trobada amb la Voyager 2) el 1998 la pressió atmosfèrica a Tritó s'havia doblat. La majoria dels models prediuen que els gels volàtils s'evaporen i amplien la pressió de l'atmosfera. Tot i això, altres models preveuen que el gel volàtil que es troba al pol sud pugui migrar cap a l'equador i, així, no desapareixen de l'atmosfera, però canvien de localització, deixant així dubtes del que podrà causar l'augment de pressió azonal.

## Vida a Tritó
Tritó és un dels llocs més freds del sistema solar. Aquesta lluna té una òrbita poc convencional, és retrògrada, el que és un comportament orbital estrany. En especial, la interacció amb les altres llunes de Neptú podria causar un escalfament intern a Tritó. Amb el pas de la Voyager 2 el 1989, es va descobrir que tenia activitat volcànica, però d'un tipus de vulcanisme gelat que consisteix en la fosa de gels d'aigua i nitrogen i potser metà i amoníac.
L'atmosfera està composta de nitrogen i metà, aquests són els mateixos compostos que existeixen a la gran lluna de Saturn, Tità. El nitrogen és també el compost principal de l'atmosfera terrestre, i el metà a la Terra està normalment associat a la vida, sent un producte secundari de l'activitat d'aquesta. Però com Tità, Tritó és extremadament fred, si no fos el cas, aquests dos components de l'atmosfera serien senyals de vida.
No obstant això, i a causa de l'activitat geològica i al possible escalfament intern s'ha suggerit que Tritó podria albergar formes de vida primitiva en aigua líquida sota la superfície, molt semblant al que ha estat suggerit per a la lluna Europa de Júpiter. Tritó i Tità són així mons que malgrat ser físicament extrems són capaços de suportar formes exòtiques de vida desconegudes en la Terra.